# 신안 초등여교사 집단 성폭행 사건
신안 초등여교사 집단 성폭행 사건은 2016년 5월 22일 새벽 전라남도 신안군 흑산면 흑산도에서 학부형 등 주민 3명의 남성이 외지인인 초등학교 여성 교사를 윤간한 사건이다.

## 사건
흑산도에 초등학교 교사로 부임하고 있었던 피해 여교사는 평소 자주 가던 흑산도 우체국 앞 한 음식점에서 식사를 하던 중, 음식점을 운영하는 학부모가 술을 권하는 바람에 주인을 포함한 학부모 2명 및 지역민 1명과 술자리를 갖게 되었다. 이들 3명은 술을 거절하는 피해자에게 억지로 계속 술을 권해 만취상태로 만든 후, 학교 관사에 데려다 준다는 핑계로 방에 데리고 들어가 3명이 피해자를 집단으로 윤간하였다.
피해자의 남자친구라고 밝힌 사람이 네이버 카페에 올린 글에 의해 사건 발생 일주일 이상 지난 후에야 자기 자식의 스승을 윤간한 극에 달한 패륜범죄로 겨우 언론의 관심을 받게 되었으며, 피해자가 침착하게 대응해 범죄자들의 정액과 체모 등의 증거를 수집하였다고 한다. 경찰은 이들 집단 성폭행 가해자들을 증거 인멸과 도주 우려로 구속하였다.
일각에서는 관사의 남교사들이 모두 육지로 외출을 하는 그 전 주말을 노려 조만간 외지로 돌아갈 피해 여교사에 대한 계획적인 집단 성폭행을 했을 거라는 의혹을 제기하고 있으며, 경찰 수사 결과 가해자들이 범행을 전후로 술자리를 갖고 전화통화를 주고받은 점이나 각자의 차량을 뒤이어 운행한 점 역시 공모 가능성을 뒷받침한다.

## 수사
가해자는 49세 식당업, 39세 식당업, 34세 이아무개양식업 3명이다.
경찰 조사 중 가해자들이 웃으면서 담담하게 조사에 임하는 모습이나, 피해자의 몸에서 DNA 증거가 나왔는데도 술에 취해 기억이 안 난다며 억지로 혐의를 부인하는 태도가 논란이 되었다. 경찰이 정액 검출 결과를 명백한 물증으로 제시했는데도, 가해자 중 한 명은 오히려 "내 정액이 왜 거기 있죠?"라고 되물으며 모르쇠로 일관하여 비난 여론이 일었다.
한편 2007년 대전의 한 원룸에 침입해 20살 여성을 주먹으로 때려 제압하고 성폭행한 미제사건 범인의 DNA를 수사 당국이 보관하고 있었는데, 조사 과정에서 본 사건 피의자 3명 중 1명인 39살 김의 DNA와 일치하는 것이 밝혀져 과거의 동종 범죄 사실까지 드러났다.

## 판결
2016년 10월 13일 광주지방법원 목포지원 형사합의 1부(엄상섭 부장판사)는 김, 이, 박에게 각각 18년, 13년, 12년의 징역형을 선고했다. 재판부는 피고인 이가 당시 피해자를 윤간하던 장면을 휴대전화로 촬영한 사실이 새로 드러남에 따라 해당 휴대전화를 압수했다. 재판부는 여러 가지 정황으로 보아 피고인들의 집단 성폭행 공모가 인정되는 점, 피고인들이 범행에 대한 반성이 없다는 점, 피해 여교사가 신체적 상해뿐만 아니라 성적 수치심과 정신적 충격 등으로 1년 이상 치료가 필요한 외상 후 스트레스 장애를 호소하고 있다는 점 등을 강조하여, 피고인들에게 중형을 선고한 배경을 밝혔다.
2017년 10월 26일 대법원 1부는 성폭력범죄의 처벌 등에 관한 특례법 위반 혐의로 구속기소 된 김아무개(39세), 이아무개(35세), 박아무개(50세)의 상고심에서 각각 징역 10년, 8년, 7년을 선고한 원심판결을 깨고 유죄 취지로 사건을 광주고법으로 돌려보냈다.

## 논란
사건 관련 주민 인터뷰에서 피해 여교사에 대한 걱정보다는 관광지로서 이미지 타격과 수입감소에만 관심을 갖는 주민들의 몰상식에 대하여 네티즌들이 크게 분노했다. 모 인터뷰에서는 현지 상인이 가해자들의 행동을 두둔하는 발언이 나오기도 하여 인터넷 여론의 극심한 반발을 불러일으켰다. 네티즌들은 이 사건이 지역사회의 공동책임이기 때문에 지역 특산물인 소금을 사지 말자는 여론을 만들기도 했다. 섬주민의 여교사 윤간범 옹호발언 언론 보도로 더해진 해당지역에 대한 비난여론 강화 후 지역비하 처벌과 지역경제 피해방지를 우선하는 방송멘트로 인한 논란도 있었다.
이 사건이 공론화 된 이후 언론매체, 인터넷, SNS 등을 통해 확인 안 된 허위정보들이 확산되어 2차 피해를 우려하는 목소리도 나왔다. 피해자의 신분이 기간제 교사라는 언론사 초기 보도와는 달리 교육청 관계자에 따르면 정규직이었던 것으로 드러났다.
사건 이후 발생지 인근에서 일어난 연관 사건들이 이슈화되었다. 사건 발생 당시 해당 섬에서 30대 남교사 한 명이 실종된 상태였던 것으로 알려졌다. 2014년 섬노예 사건이 문제가 되었을 때 신안군 홈페이지에 올라오는 무연고 사망자 수가 종전 1~3명에서 10명으로 대폭 상승하였다는 의혹도 제기되었다.
본 사건에 대해 건국대 경찰학과 이웅혁 교수는, 범죄 의지와 행동 자체를 상당히 북돋아주고 오히려 방관뿐만이 아니고 결국 격려를 하는 암묵적인 갱 컬쳐 또는 집단 하위문화가 이 지역 사회의 저변에 깔려 있어, 이와 같은 죄의식 없는 윤간으로 이어진 것이 상당 부분 있었을 것이라고 분석하였다. 폐쇄된 섬의 지형적 요인과 외지인이라는 피해자의 환경 때문에 가해자들이 범죄 사실을 쉽게 숨길 수 있으리라 여겼다는 지적도 나왔다.

## 대책
신안군 일대에 신안 초등여교사 집단 성폭행 사건과 염전노예 사건 같은 반인륜 범죄가 빈발하자, 당국은 해당 지역에 경찰서를 신설해 치안을 강화한다는 계획을 발표하였다.